# Andreaea angustata
Andreaea angustata là một loài rêu trong họ Andreaeaceae. Loài này được S.O. Lindberg ex Limpr. mô tả khoa học đầu tiên năm 1885.